# Da grande (programma televisivo)
Da grande è stato un varietà televisivo italiano andato in onda in prima serata su Rai 1 il 19 e il 26 settembre 2021 per due puntate di domenica, con la conduzione di Alessandro Cattelan.

## Il programma
Il programma si basava su un varietà dove convivono canto, ballo, divertimento e approfondimenti, attraverso monologhi, performance e interazioni con alcuni dei volti più noti della TV generalista e non solo, dialoghi inaspettati, momenti musicali ed incontri sorprendenti per raccontare gli ospiti, dialogare e riflettere sull'attualità.

## Edizioni
| Edizione | Anno | Conduzione          | Periodo           | Periodo           | Puntate | Giorno   | Regia             | Studio                                             |
| Edizione | Anno | Conduzione          | Inizio            | Fine              | Puntate | Giorno   | Regia             | Studio                                             |
| -------- | ---- | ------------------- | ----------------- | ----------------- | ------- | -------- | ----------------- | -------------------------------------------------- |
| 1ª       | 2021 | Alessandro Cattelan | 19 settembre 2021 | 26 settembre 2021 | 2       | Domenica | Cristian Biondani | Studio 2000 del Centro di produzione Rai di Milano |

## Puntate e ascolti

### Prima edizione (2021)
| Puntata | Messa in onda     | Ascolti        | Ascolti | Ospiti |
| Puntata | Messa in onda     | Telespettatori | Share   | Ospiti |
| ------- | ----------------- | -------------- | ------- | --- |
| 1       | 19 settembre 2021 | 2 376 000      | 12,67%  | Luca Argentero, Antonella Clerici, Carlo Conti, Elodie, Il Volo, Paolo Bonolis, Marco Mengoni, Blanco        |
| 2       | 26 settembre 2021 | 2 196 000      | 12,00%  | Raoul Bova, Sangiovanni, Serena Rossi, Elodie, Marcell Jacobs, Gianmarco Tamberi, Lillo, Bella Thorne, Benji |
| Media   | Media             | 2 286 000      | 12,34%  | |